# Диспекк (сообщество)
Диспекк (нем. 	Diespeck	, произношениео файле) — административное сообщество (нем. Verwaltungsgemeinschaft) в Германии, в восточной части района Нойштадт-ан-дер-Айш-Бад-Виндсхайм административного округа Средняя Франкония Республики Бавария. Административное сообщество состоит из четырёх общин: одной ярмарочной (Бауденбах) и трёх сельских.
| №№ п/п   | Региональный шифр | Общины (муниципалитеты) | Территория, га | Население, человек (перепись от 09.05.2011) | Население, человек (оценка на 31.12.2014) | Плотность населения, чел./км2 |
| -------- | ----------------- | ----------------------- | -------------- | ------------------------------------------- | ----------------------------------------- | ----------------------------- |
| 1        | 09 575 113        | Бауденбах               | 2209,23        | 1169                                        | 1165                                      | 52.733                        |
| 2        | 09 575 128        | Гутенштеттен            | 2136,68        | 1291                                        | 1309                                      | 61.263                        |
| 3        | 09 575 118        | Диспекк                 | 2099,47        | 3587                                        | 3585                                      | 170.757                       |
| 4        | 09 575 150        | Мюнхштайнах             | 2946,91        | 1378                                        | 1380                                      | 46.829                        |
| 4.000001 |                   | Сообщество в целом      | 9392,29        | 7423                                        | 7439                                      | 79.203                        |

Администрация по управлению сообществом расположена в Диспекк:
- 91456 Диспекк, Ратхаусплац, 1 (нем. Rathausplatz 1, 91456 Diespeck)